# Choroby maliny i jeżyny

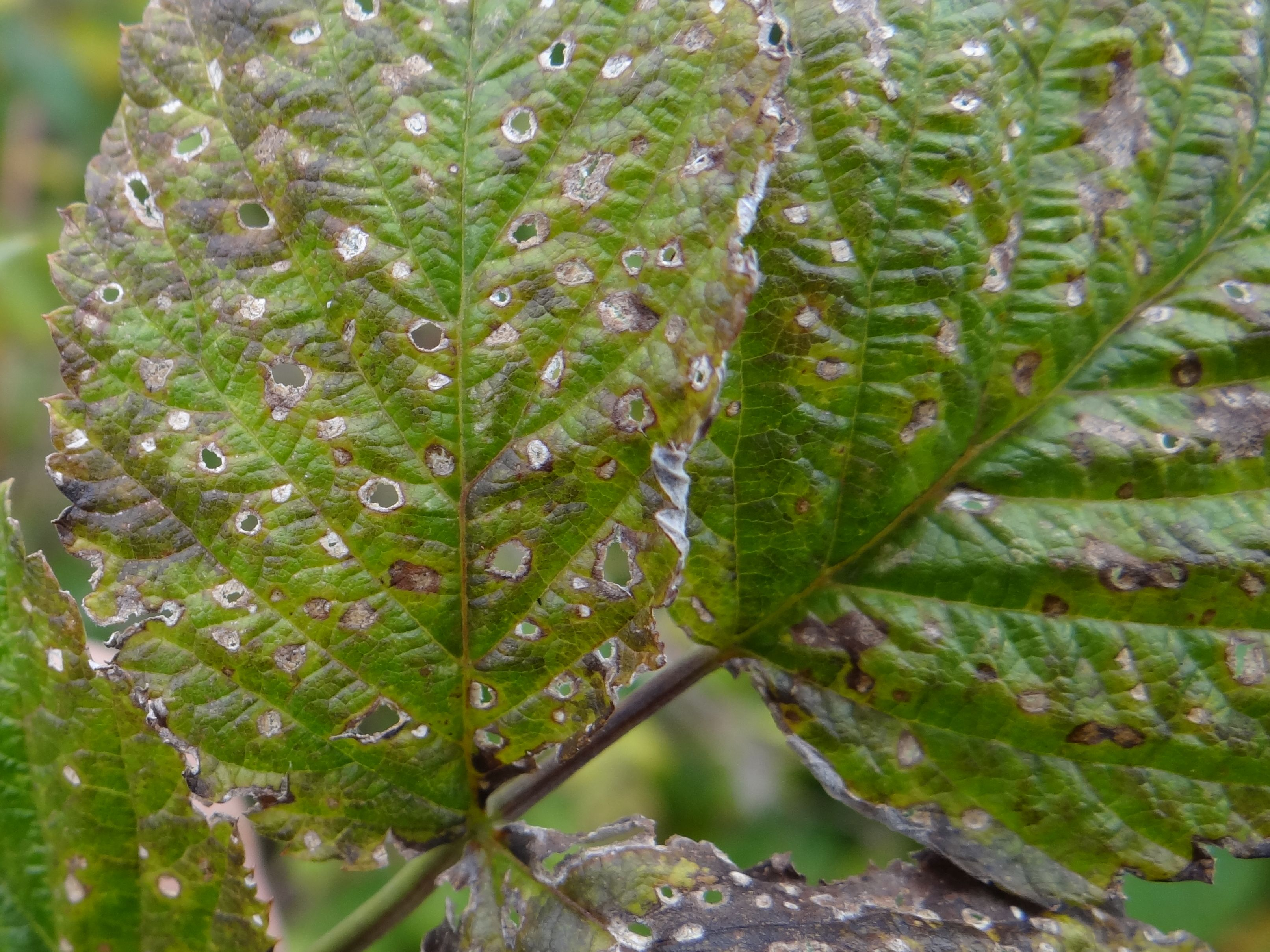
Biała plamistość liści maliny

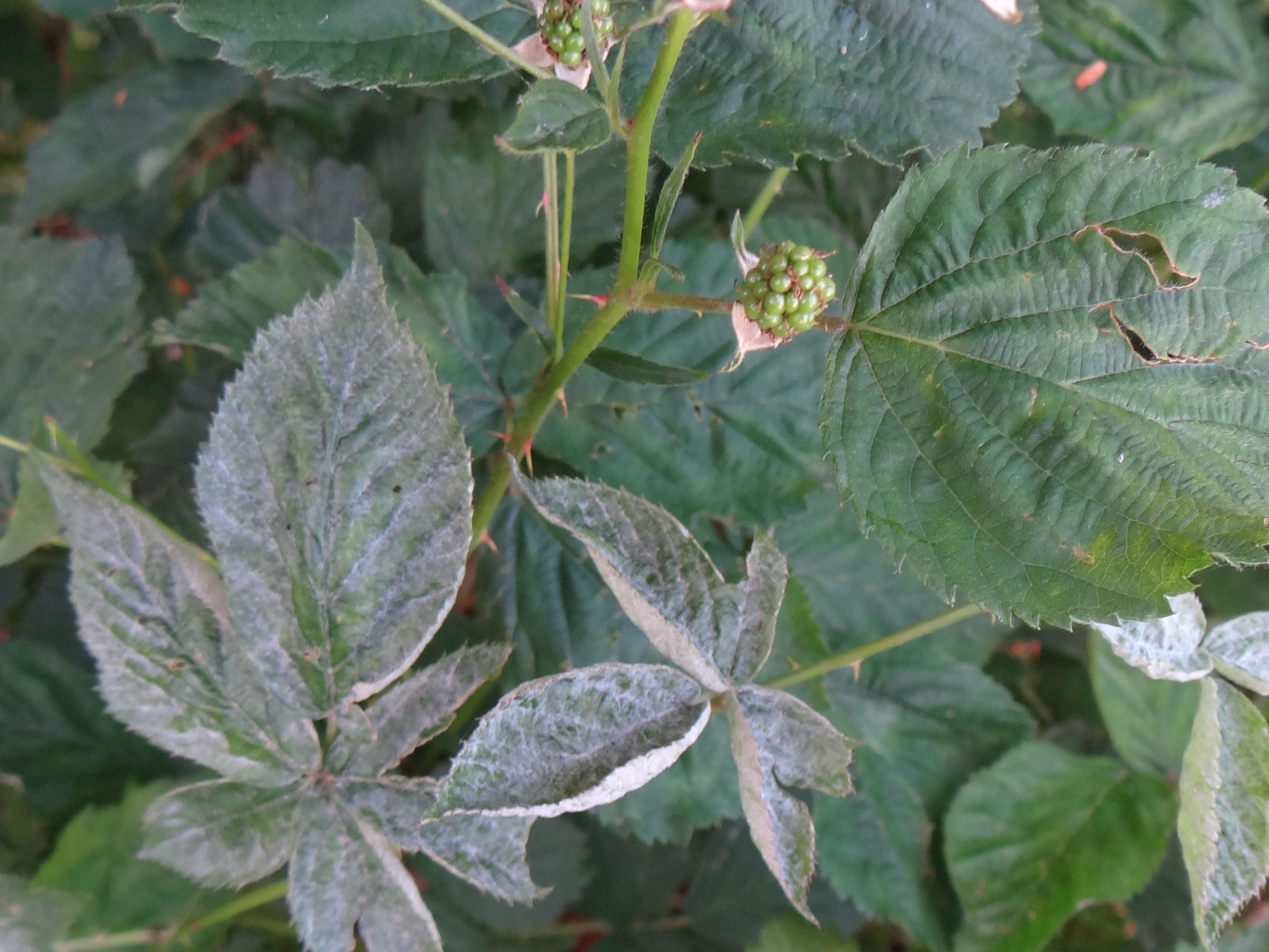
Mączniak prawdziwy maliny

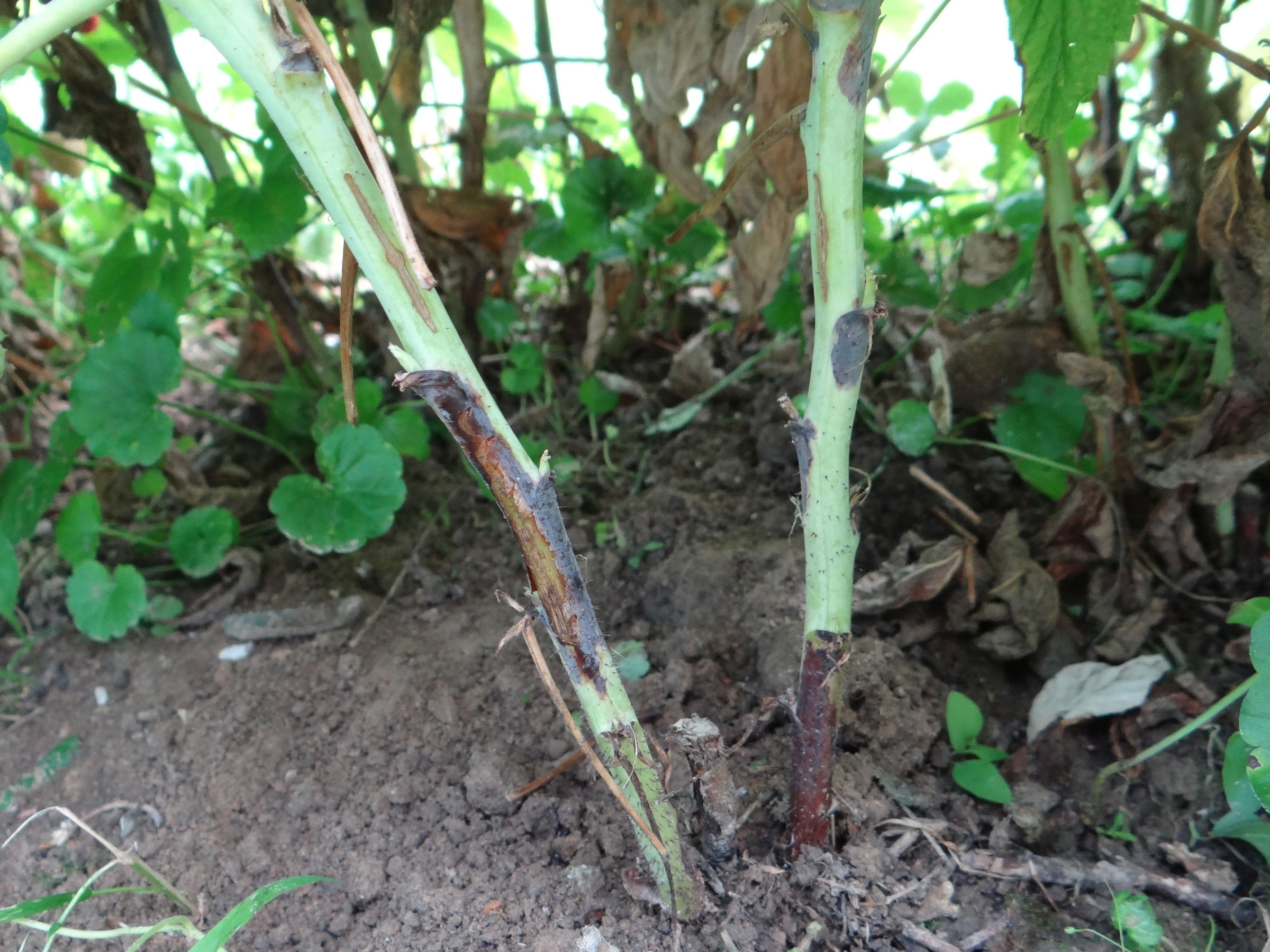
Przypąkowe zamieranie pędów maliny

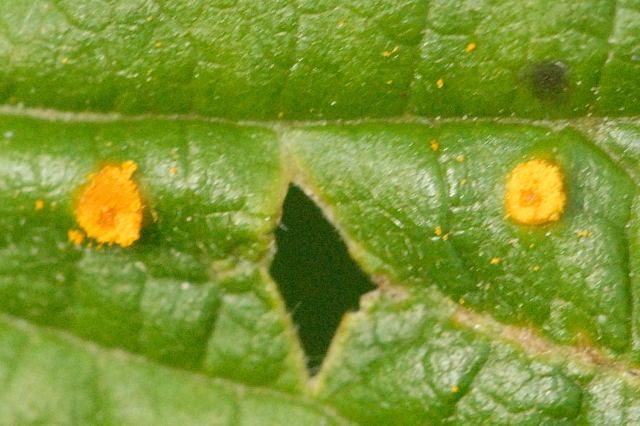
Rdza maliny

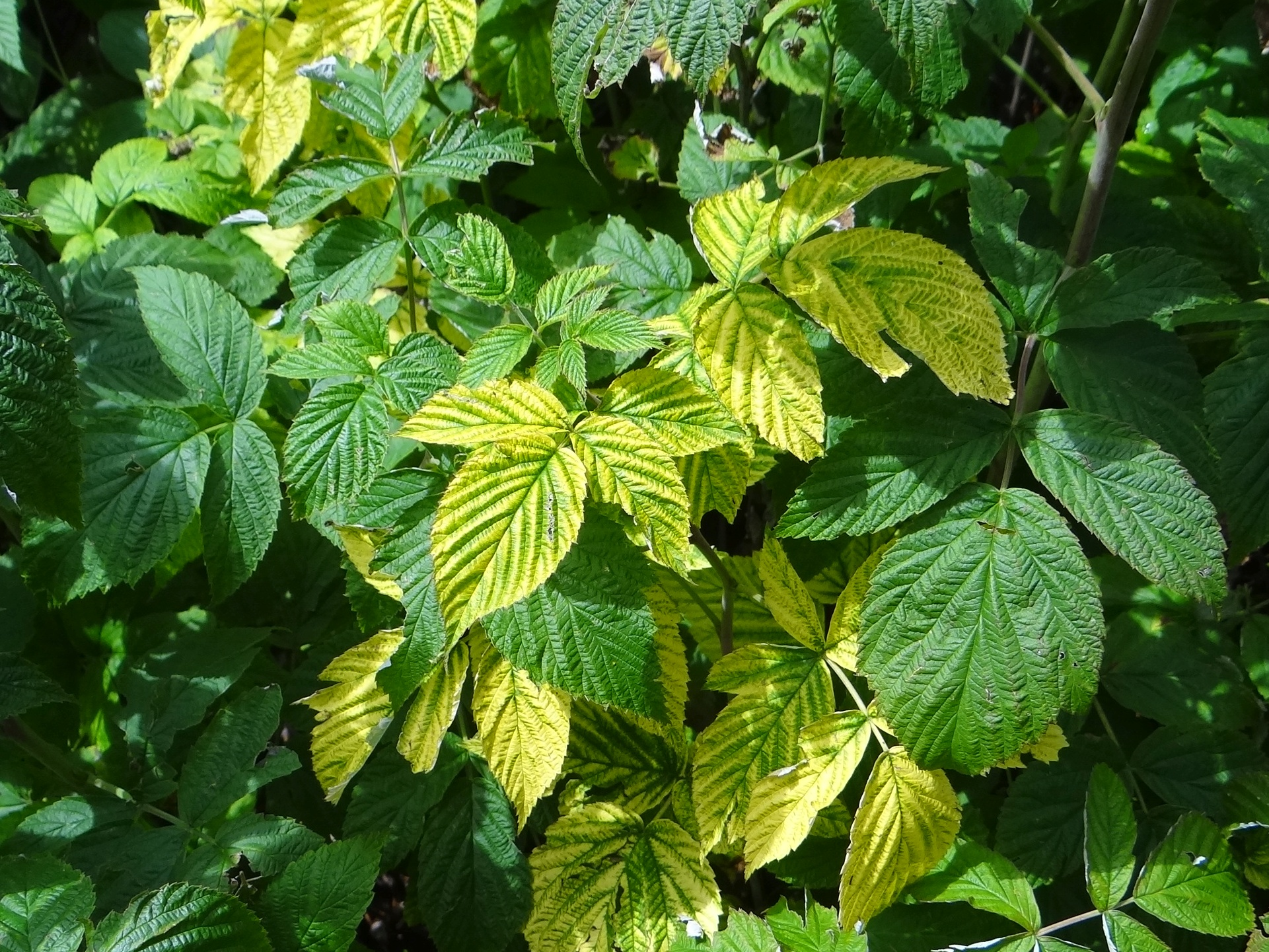
Chloroza nerwów liści maliny

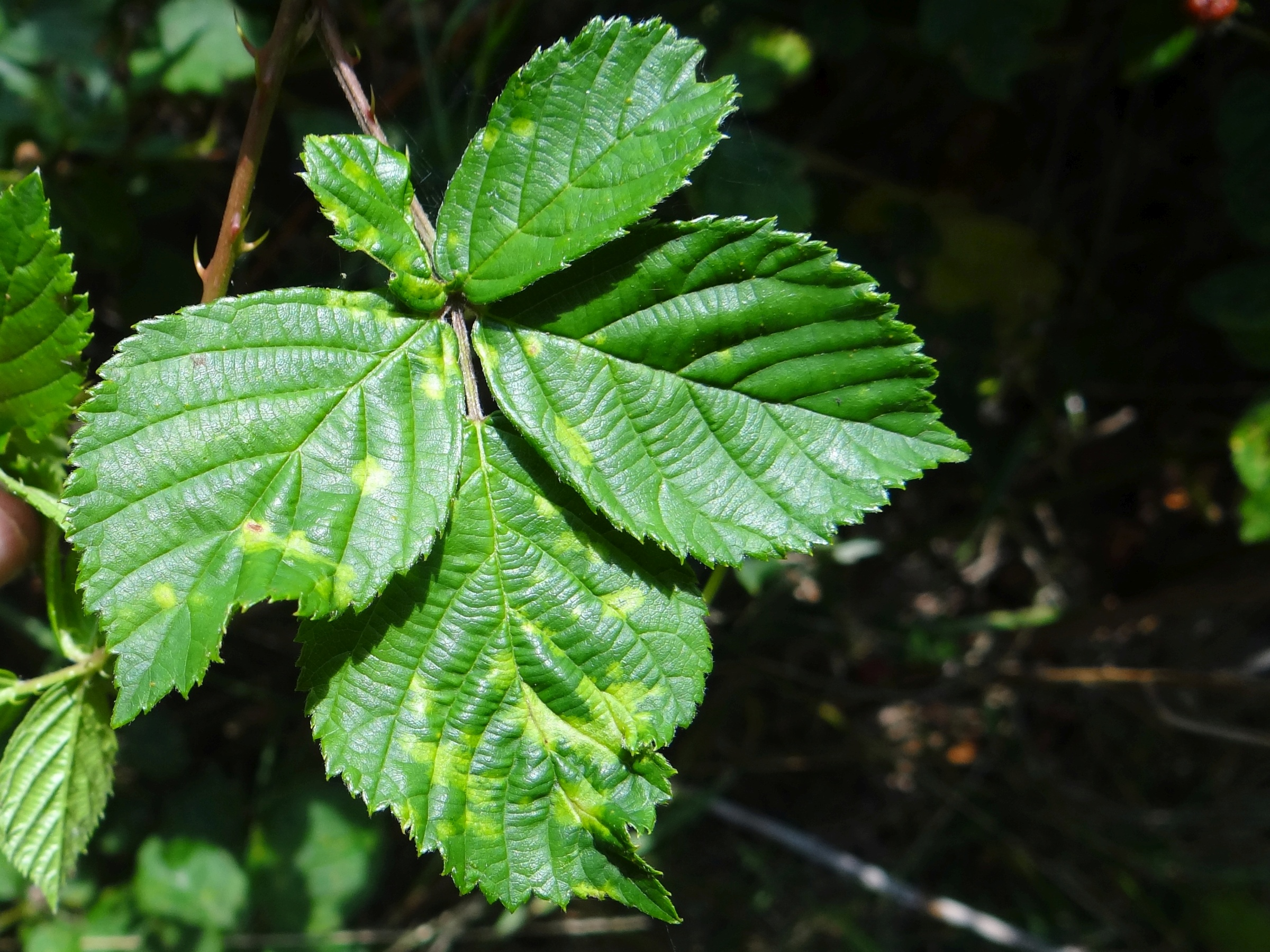
Mozaika maliny

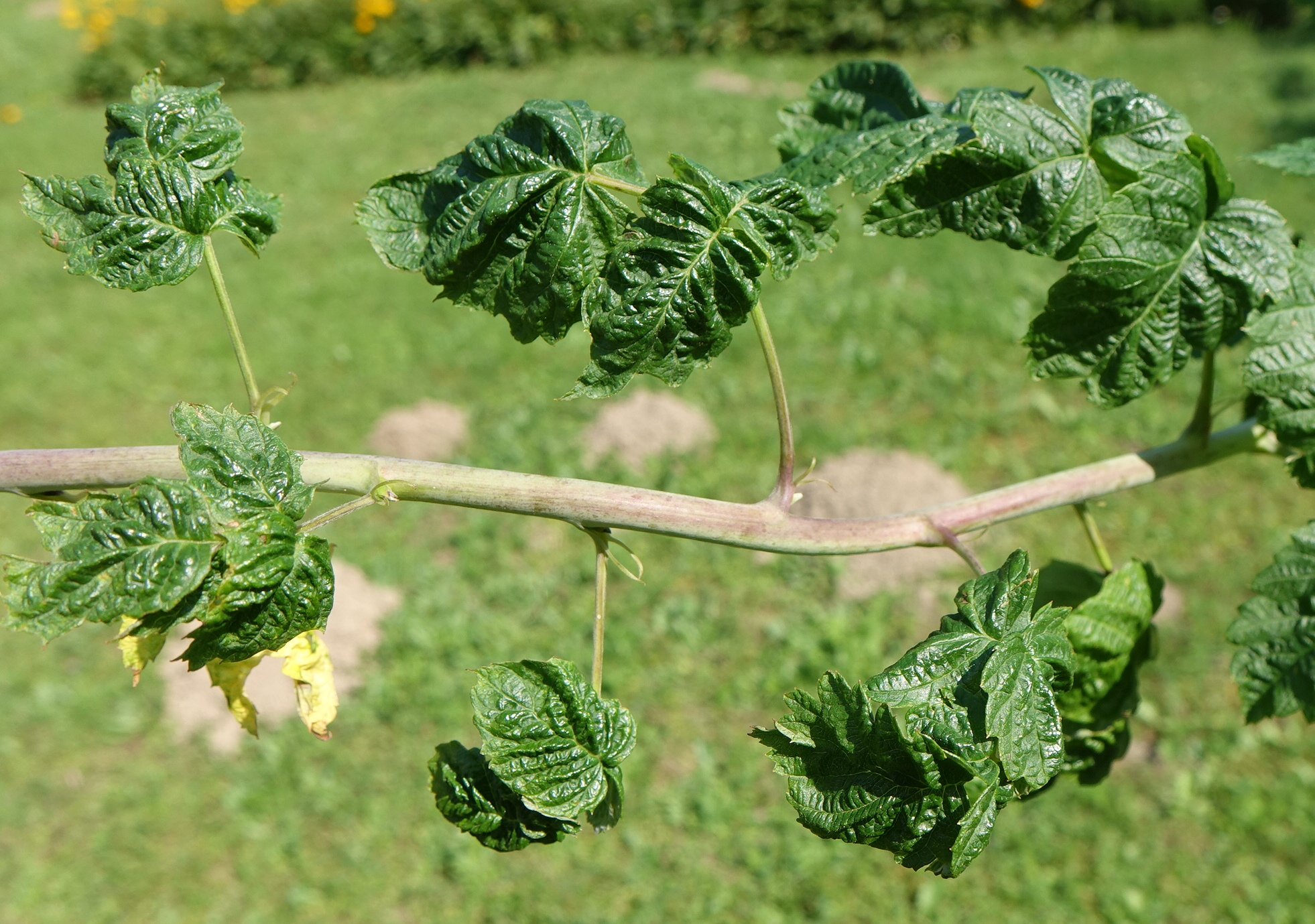
Kędzierzawka maliny

Choroby maliny – choroby maliny i jeżyny wywoływane przez patogeny zaliczane do grzybów, bakterii, wirusów i fitoplazm.
Maliny i jeżyny atakowane są przez liczne choroby i szkodniki. Powodują one następujące skutki:
- osłabiają wzrost roślin,
- zmniejszają plon owoców i ich jakość,
- zwiększają wrażliwość na przemarzanie, powodując uszkodzenia mrozowe roślin[2].

## Najważniejsze choroby malin i jeżyn i ich szkodliwość
Choroby bakteryjne
- Guzowatość korzeni. Patogeny: Agrobacterium tumefaciens, Agrobacterium rubi. Szkodliwość: 2
- Karłowatość maliny. Patogen: fitoplazma karłowatości maliny Rubus stunt phytoplasma.

Choroby grzybowe
- Antraknoza maliny i jeżyny. Patogen: Elsinoë veneta. Szkodliwość: 2
- Biała plamistość liści maliny. Patogen: Mycosphaerella rubi. Szkodliwość: 2
- Fuzarioza maliny. Patogen: Fusarium avenaceum
- Mączniak prawdziwy maliny. Patogen: Podosphaera macularis. Szkodliwość: 1
- Mączniak rzekomy jeżyny. Patogen: Peronospora sparsa
- Przypąkowe zamieranie pędów maliny. Patogen: Xenodidymella applanata. Szkodliwość: 3
- Rdza maliny. Patogen: Phragmidium rubi-idaei. Szkodliwość: 2
- Rdza jeżyny. Patogen: Phragmidium violaceum
- Szara pleśń maliny i jeżyny. Patogen: Botrytis cinerea. Szkodliwość: 3
- Werticilioza maliny. Patogen: Verticillium dahliae. Szkodliwość: 3
- Zamieranie podstawy pędów maliny. Patogen:  Paraconiothyrium fuckelii. Szkodliwość: 3
- Zgnilizna korzeni maliny. Patogen: Phytophthora rubi. Szkodliwość: 3

Choroby wirusowe
- Chloroza nerwów liści maliny. Patogen: wirus chlorozy nerwów liści maliny (Raspberry vein chlorosis virus). Szkodliwość: 2
- Kędzierzawka maliny. Patogen: wirus kędzierzawki maliny (Raspberry leaf curl virus)
- Krzaczasta karłowatość maliny. Patogen: wirus krzaczastej kędzierzawości maliny (Raspberry bushy dwarf virus). Szkodliwość: 2
- Mozaika maliny. Patogen: wirus cętkowanej plamistości liści maliny (Raspberry leaf mottle virus) i wirus żółtej plamistości liści maliny (Rubus yellow net virus)
- Utajona pierścieniowa plamistość truskawki na malinie. Patogen: wirus pierścieniowej plamistości truskawki (Strawberry latent ringspot virus)
- Pierścieniowa plamistość maliny. Patogen: wirus pierścieniowej plamistości maliny (Raspberry ringspot virus), Arabis mosaic virus
- Żółtaczka nerwów liści maliny. Patogen: wirus żółtaczki nerwów liści maliny (Rubus yellow net virus)
- Żółta plamistość liści maliny. Patogen: Raspberry yellow spot virus

Choroby opisane są w odrębnych artykułach. Wykaz chorób i szkodliwość w skali 1–3 według Instytutu Ogrodnictwa w Skierniewicach. 1 – choroba o znaczeniu lokalnym; 2 – choroba ważna; 3 – choroba bardzo ważna. Nazwy patogenów grzybowych według Index Fungorum.

## Zapobieganie chorobom i zwalczanie ich
Bardzo ważna jest jakość sadzonek użytych do zakładania plantacji. Powinny być zdrowe, wolne od chorób i szkodników. Szczególną uwagę trzeba zwracać na porażenia sadzonek przez choroby wirusowe, gdyż niemożliwe jest ich wyleczenie. Nie należy sadzić sadzonek, na których zaobserwowano nawet najmniejsze objawy chorób wirusowych. Bardzo istotna jest także ciągła lustracja plantacji w celu jak najwcześniejszego wykrycia choroby, czy szkodników. Tylko wczesnym rozpoczęciem zabiegów ochronnych można uratować rośliny. Podczas lustracji ogląda się pędy, pąki, liście i kwiaty, szczególną uwagę zwracając na dolną część pędów. Niezbędne jest użycie lupy o powiększeniu co najmniej 10 x.
Dla chorób malin i jeżyn nie istnieje próg szkodliwości – zabiegi ochronne wykonuje się przy najmniejszych nawet objawach choroby. Ze względu na dużą szkodliwość tych chorób i trudne ich zwalczanie, w praktyce stosuje się ochronę profilaktycznie, czyli jeszcze przed wystąpieniem objawów choroby. W przypadku, gdy krzewy porażone są chorobami niemożliwymi do wyleczenia, jak np. choroby wirusowe, zamieranie podstawy pędów maliny, wertycilioza maliny, czy zaawansowane przypąkowe zamieranie pędów, jedynym celowym działaniem jest usunięcie takich krzewów (najlepiej wraz z korzeniami) z plantacji i zniszczenie ich. Pozostałe choroby zwalcza się metodami agrotechnicznymi, biologicznymi i chemicznymi.
Metody agrotechniczne
- uprawianie odmian mało podatnych,
- sadzenie tylko zdrowych sadzonek w systemie podniesionych zagonów,
- zakładanie plantacji na glebach przewiewnych lub zdrenowanych. Należy unikać gleb zlewnych i zasadowych,
- przed założeniem szkółki wykonać test na obecność w glebie Agrobacterium. Po stwierdzenia jej obecności należy gleby zasadowe lub obojętne zakwasić,
- nie dopuszczanie do zbytniego zagęszczenia plantacji. W tym celu uprawia się maliny przy drutach, usuwa się nadmiar ich pędów oraz chwasty
- do końca maja wycina się wszystkie latorośle, a zaraz po zbiorach pędy owoconośne,
- prawidłowe nawożenie azotem;
- unikanie deszczowania. W razie konieczności podlewa się ziemię, tak, by nie zraszać wodą liści,
- usuwanie z pobliża plantacji dziko rosnących malin i jeżyn, które mogą stanowić źródło infekcji,
- zwalczanie mszyc i skoczków, przenoszą one bowiem choroby wirusowe,
- usuwanie i niszczenie chorych roślin[3].

Metody biologiczne
Można zastosować biologiczny preparat Polyversum WP przy następujących chorobach:
- przypąkowe zamieranie pędów maliny – gdy młode pędy osiągną wysokość 15–20 cm,
- szara pleśń – od początku kwitnienia do końca zbiorów,
- zamieranie podstawy pędów maliny – gdy młode pędy osiągną wysokość 15–20 cm[3].

Metody chemiczne
Należy stosować fungicydy dopuszczone do zwalczania chorób maliny. Ich co roku aktualizowany wykaz znajduje się na stronach MRiRW (zakładka: etykiety instrukcje stosowania środków ochrony roślin, internetowa wyszukiwarka środków ochrony roślin) lub w nowelizowanych corocznie Programach Ochrony Roślin Sadowniczych. Należy przemiennie stosować środki z różnych grup chemicznych, z zachowaniem okresu ich karencji.